# Euxoa bostoniensis
Euxoa bostoniensis (tên tiếng Anh: Boston Dart hoặc Drab Cutworm) là một loài bướm đêm thuộc họ Noctuidae. Nó được tìm thấy ở Ontario và Maine tới North Carolina, phía tây đến Missouri, phía bắc đến Michigan. Nó cũng được tìm thấy ở Florida, California và South Dakota.
Sải cánh dài 40–45 mm. Con trưởng thành bay vào tháng 5 và again từ tháng 9 đến tháng 10.
Ấu trùng ăn các loài Nicotiana species, but the also occurs in areas where tobacco does not occur.